# Hyadesia vietsi
Hyadesia vietsi is een mijtensoort uit de familie van de Hyadesiidae. De wetenschappelijke naam van de soort is voor het eerst geldig gepubliceerd in 1961 door Womersley.